# Fiera di Cerea
La Fiera di Cerea o anche La Fabbrica è un esempio di recupero dell'archeologia industriale al servizio delle attuali necessità convegnistiche e fieristiche di Cerea. 

La creazione del complesso fieristico nella città di Cerea provincia di Verona, nasce dal recupero di un'ex area industriale degli anni 60 e si trova vicino all'odierno centro cittadino, nell'isolato denominato Area Exp compreso tra le vie Oberdan, Battisti e Libertà.
La superficie espositiva è pari a 18000 m².

## Storia
Dall'inizio del 900 fino agli sessanta si sviluppa a Cerea la fabbrica di concimi chimici e perfosfati, nella sua crescita arriva ad occupare un'intera area di 36.000 m².

Alla fine degli anni Ottanta l'azienda sposta a sua produzione chimica abbandonando così il complesso industriale che in seguito allo sviluppo della città di Cerea viene così a trovarsi vicino al centro.

Nel 1995 l'amministrazione comunale acquisisce una parte dell'area industriale dando vita al progetto di recupero dell'area, considerata secondo i vincoli del Ministero dei Beni culturali archeologia industriale.

La bonifica e la ristrutturazione dell'area partono nel 1995 dall'edificio più antico proseguendo nel 1996 con il recupero del paraboloide più grande, attraverso l'utilizzo di vari strumenti quali i contratti di quartiere ed i patti territoriali, l'amministrazione comunale completa il progetto e finanzia il recupero delle restanti parti dell'area industriale.

Agli inizi del nuovo millennio, viene completato il secondo stralcio dell'edificio più antico, e successivamente completato il "paraboloide piccolo".

Recentemente si è conclusa la ristrutturazione degli ex laboratori e dell'area espositiva esterna.

## Strutture

### Aree espositive
- Paraboloide grande
Struttura di 2400 m², di area espositiva, bar e ristorante.
- Paraboloide piccolo
Struttura di 1800 m² di area espositiva, facente da ingresso alle manifestazioni fieristiche.
- Centro servizi per le imprese
Struttura di 3600 m² di area espositiva, 4400 m² di uffici e Museo dell'Artigianato del Mobile d'Arte.
- Area espositiva all'aperto
Superficie di 2000 m² di area espositiva, all'aperto.

### Come raggiungerla
Il complesso fieristico di Cerea è facilmente raggiungibile grazie al crocevia di strade che la mettono in contatto con Trento, Verona, Mantova, Rovigo e Padova.
- Da Trento: Autostrada A22, prendere l'uscita Verona nord, proseguire lungo la Tangenziale Sud in direzione Legnago, poi entrare nella S.S. 434 in direzione ROVIGO uscita CEREA.
- Da Mantova: Autostrada A22, prendere l'uscita Mantova nord, proseguire lungo la S.R. 10 in direzione di Padova.
- Da Padova/Bologna: Autostrada A13, prendere l'uscita Villamarzana, seguire per Verona poi entrare nella S.S. 434 in direzione Veroma uscita Cerea, proseguire all'entrata del paese la trovere alla vostra destra.
- L'area espositiva dista 300 metri dalla stazione ferroviaria di Cerea.

La fabbrica è dotata di parcheggi:
- 2 parcheggi da 6000 m², con 160 posti macchina
- 1 parcheggio da 250 posti macchina
- Parcheggio all'entrata, con 40 posti macchina
- Area sosta camper

### Sala Convegni
All'interno del complesso della Fabbrica vi sono due sale convegni una più ampia con 250 posti a sedere ed un'altra più piccola con 50 posti a sedere.

### Teatro del Gusto
La Fabbrica all'interno degli ex laboratori è dotata di un ristorante.

### Giardino pubblico
All'entrata della fiera, vi è un giardino pubblico per i visitatori.

## Manifestazioni fieristiche
Con 18.000 metri quadrati, il polo fieristico di Cerea si propone come maggiore polo fieristico della pianura veronese e delle aree limitrofe.

Durante il periodo annuale, si svolgono numerose fiere:
- Mercatino dell'Antiquariato

Ogni ultima domenica del mese, e durante i mesi di maggio, giugno, agosto e settembre per le vie del centro della città.
- Fiera dell'Elettronica e del Radioamatore - Edizione Invernale

Tradizionale appuntamento con la fiera dell'elettronica.
- Blues Made In Italy - Raduno nazionale

Tradizionale appuntamento annuale con fiera dedicata al Blues in Italia.
- Spazio Sposi

Appuntamento con le novità del settore per gli Sposi.
- Edil 2011

Appuntamento con le novità del settore edilizio.
- Vino vino vino

Produttori di vino biologico da tutta Italia e dell'estero.
- Fiera Campionaria

Tradizionale vetrina della merceologia locale.

## Altre attività

### Convegni
La Fabbrica, è attrezzata per ospitare convention di aziende, meeting industriali, cene aziendali per i soci di una banca per esempio o eventi di vario genere.

### Istruzione
All'interno dell'edificio centrale della "Fabbrica vecchia", vi sono gli uffici di segreteria, la sede dell'Appio Spagnolo, della scuola di musica Discanto ed inoltre della segreteria del G.A.L.
L'ampia struttura dell'edificio presenta inoltre delle sale attrezzate per corsi di formazione, due aule di informatica, con 12 e 8 postazioni connesse ad internet grazie all'Adsl.

### Cultura
L'area espositiva è diversa dai soliti standard di padiglioni espositivi, poiché i paraboloidi inglobano nella struttura la leggerezza delle vetrate che donano luce alla stabilità del cemento, e sia la sala ristorante che la sala adiacente sono esempi di padiglioni in mattoni e travi a vista. 
La presenza delle vetrate fa sì che entrambi i paraboloidi risultino illuminati direttamente dalla luce solare, donando versatilità allo spazio espositivo per esposizioni d'arte, spettacoli teatro, mostre d'arredamento e convegni.